# Crathes Castle
Crathes Castle er en borg fra 1500-tallet, der ligger Banchory i Aberdeenshire, Skotland. Den ligger i det historiske county Kincardineshire. Den blev opført af Burnetts of Ley-familien på jord, der var blevet tildelt dem af Robert Bruce i 1323, og familien ejede den i næste 400 år.
Den ejes i dag af National Trust for Scotland, og den er en af de mest besøgte af trustens ejendomme.